# Тобиас-Баррету (Сержипи)
Тобиас-Баррету (порт. Tobias Barreto)  —  населённый пункт и муниципалитет в Бразилии, входит в штат Сержипи. Составная часть мезорегиона Сельскохозяйственный район штата Сержипи. Входит в экономико-статистический  микрорегион Тобиас-Баррету. Население составляет 47 307 человек на 2006 год. Занимает площадь 1 119,1 км². Плотность населения — 42,27 чел./км².

## История
Город основан в 1835 году.

## Статистика
- Валовой внутренний продукт на 2004 составляет 110.665.086,00 реалов (данные: Бразильский институт географии и статистики).
- Валовой внутренний продукт на душу населения на 2004 составляет 2.403,52 реалов (данные: Бразильский институт географии и статистики).
- Индекс развития человеческого потенциала на 2000 составляет 0,596 (данные: Программа развития ООН).